# Tokyo Dome Hotel
Le Tokyo Dome Hotel est un hôtel faisant partie de Tokyo Dome City, construit à Tokyo de 1997 à 2000 de 155 mètres de hauteur. La surface de plancher de l'immeuble est de 105 857 m2.
C'est l'un des plus hauts hôtels de Tokyo et du Japon.
L'immeuble a été conçu par l'agence d'architecture de Kenzo Tange.

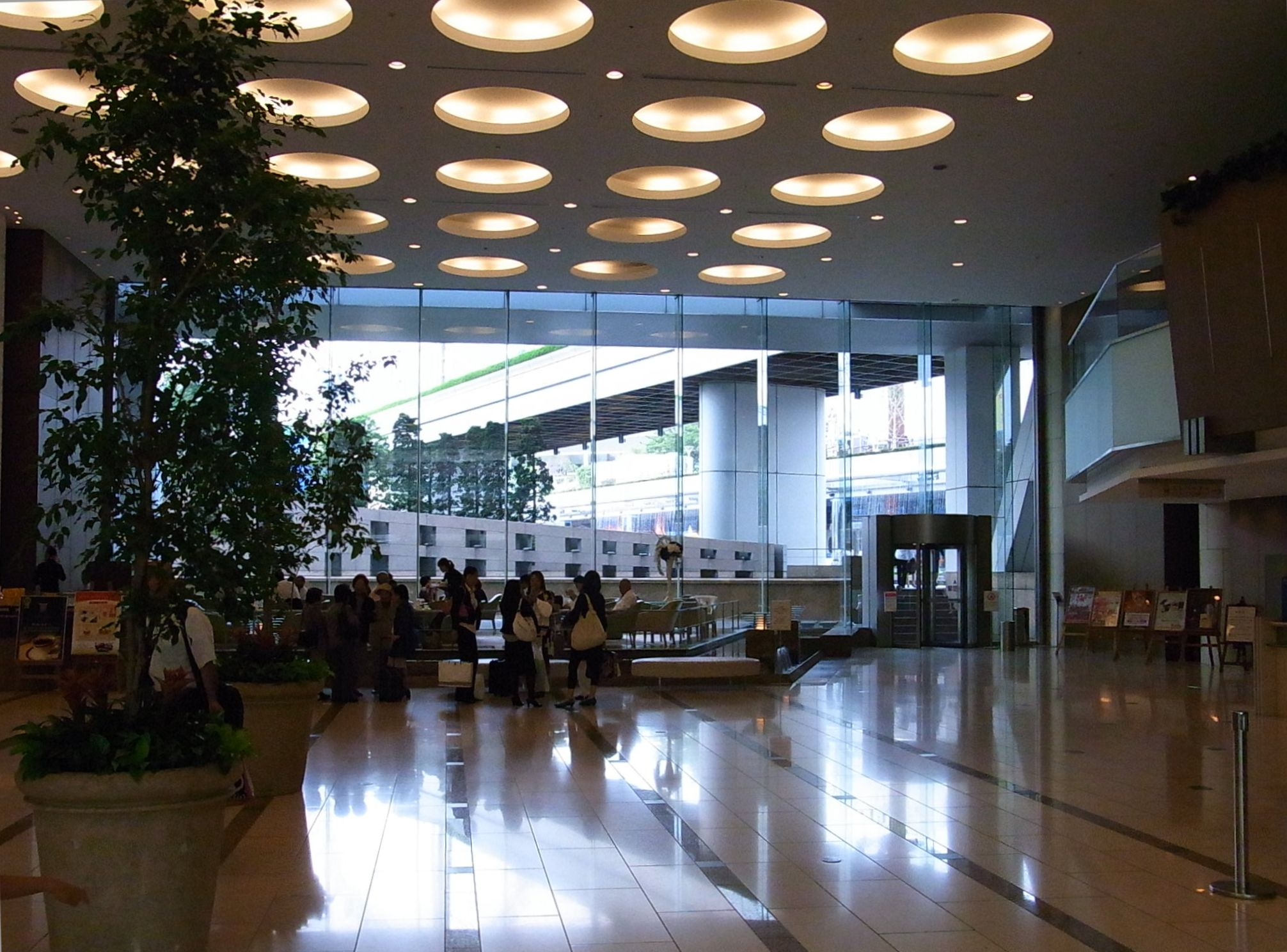
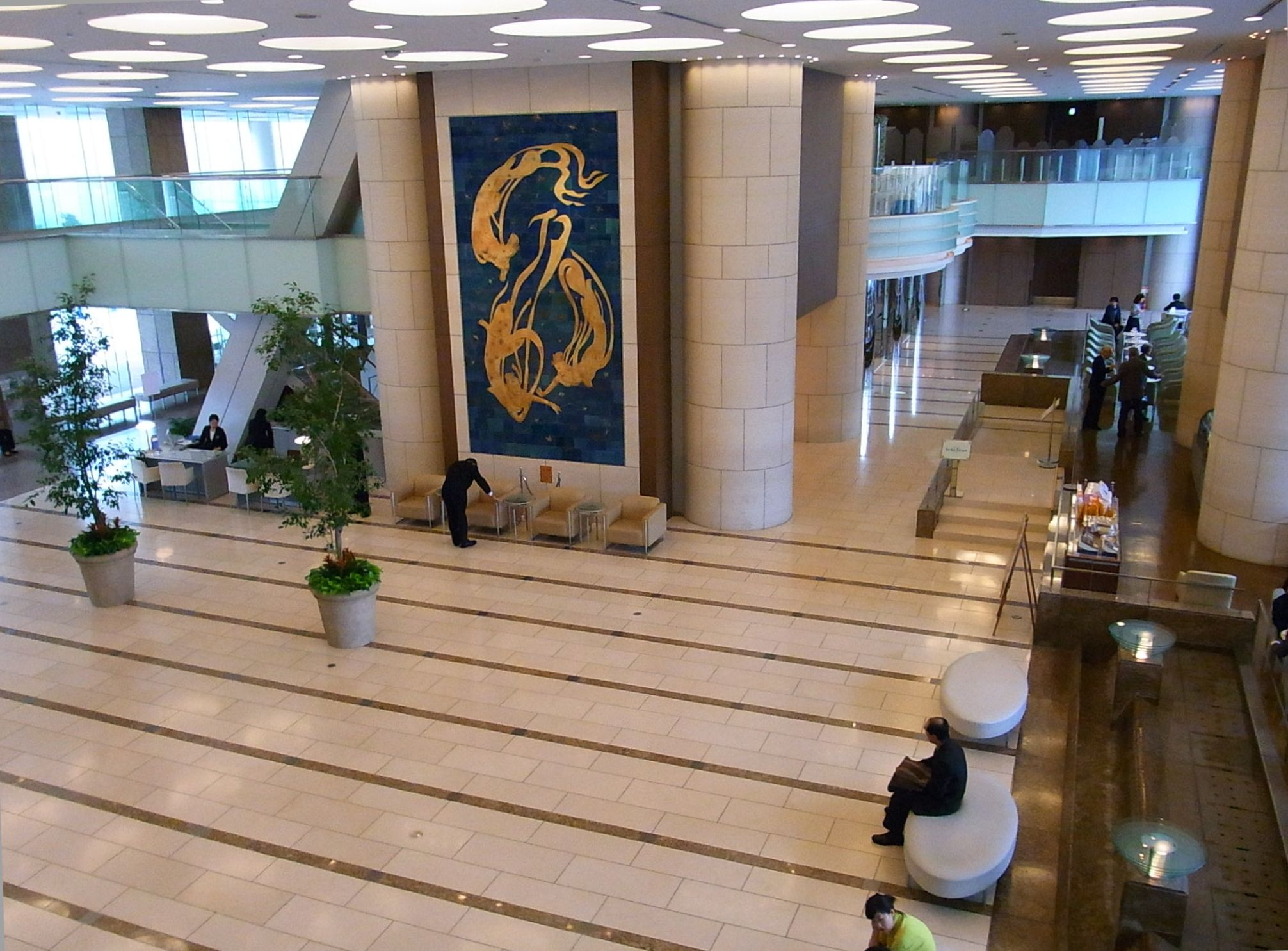
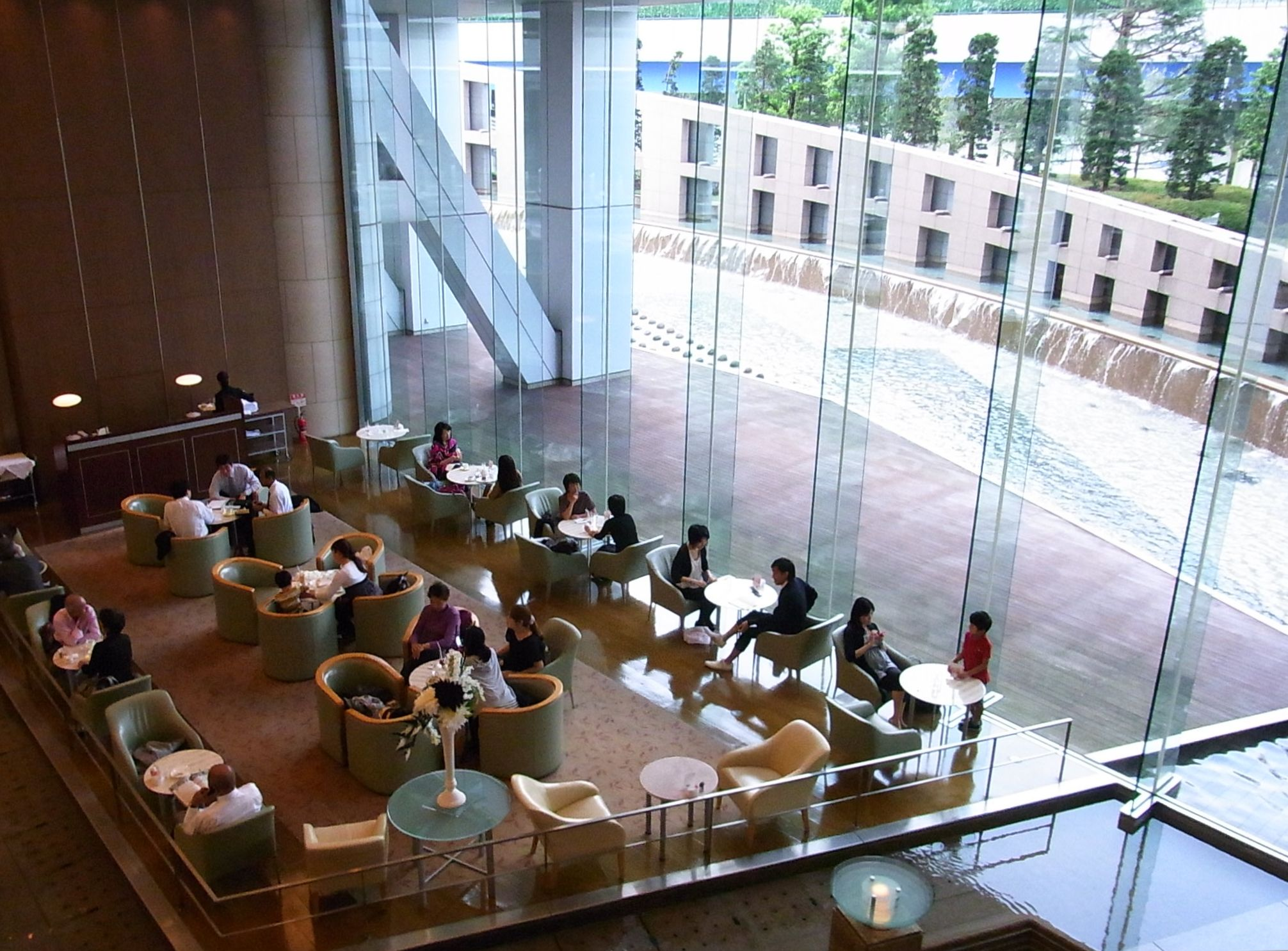
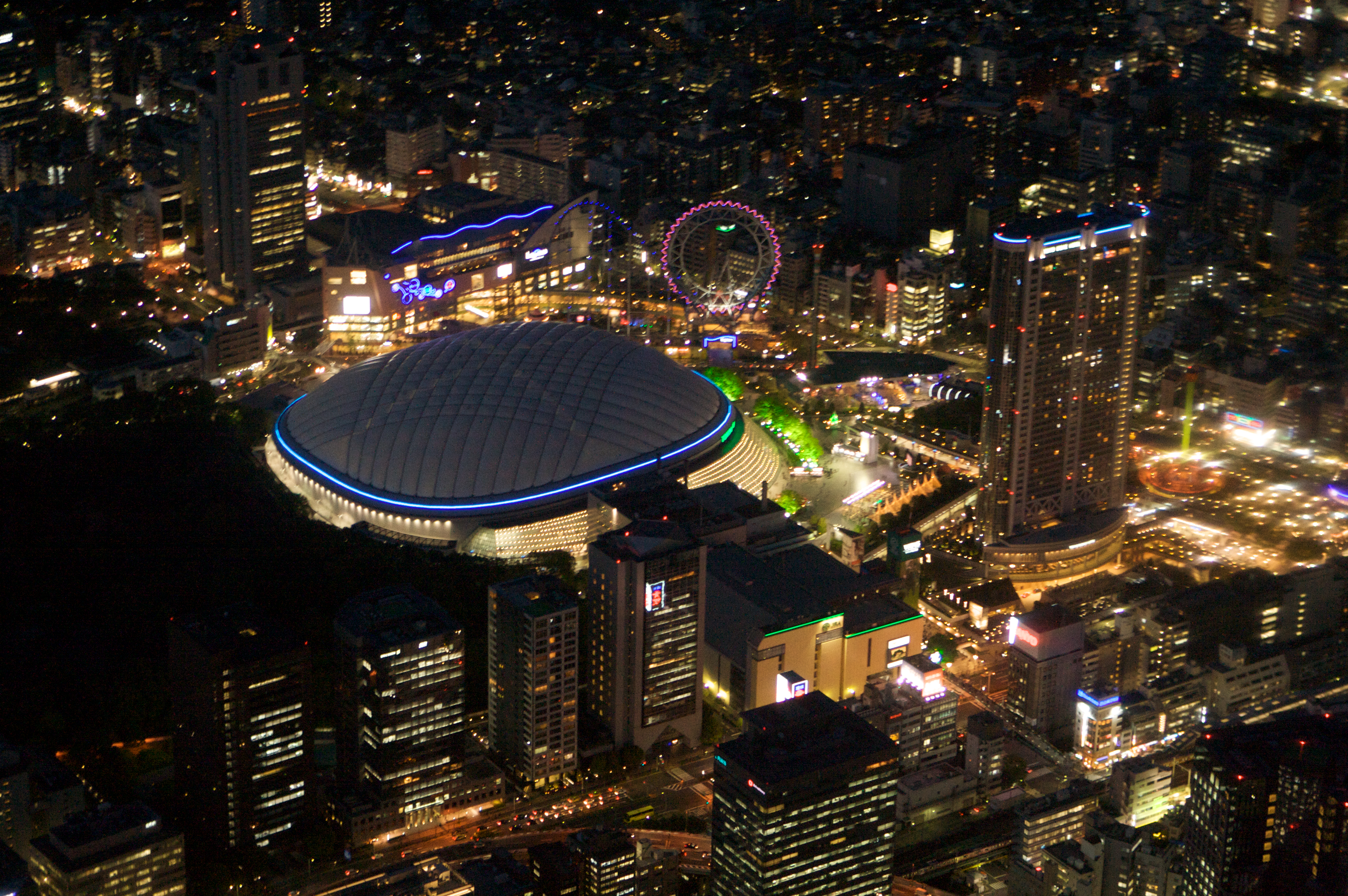